# Kepulana palawana
Kepulana palawana är en insektsart som beskrevs av Young 1986. Kepulana palawana ingår i släktet Kepulana och familjen dvärgstritar. Inga underarter finns listade i Catalogue of Life.